# Папа Марцел I
Свети Марцелије је био римски папа (308—309). 
За време владавине цара Максимијана осуђен је да чува стоку на једном одређеном месту. Да би угодио Диоклецијану, који га је узео за сацара, Максимијан је почео зидати купатила у Риму, такозване Терме, и терао хришћане на тај посао. Многи хришћани пострадали су тада. Свети папа Марцел је дуго чувао стоку, па најзад од глади и угњетавања војничког преминуо.
Српска православна црква слави га 7. јуна по црквеном, а 20. јуна по грегоријанском календару.